# Else Lüders

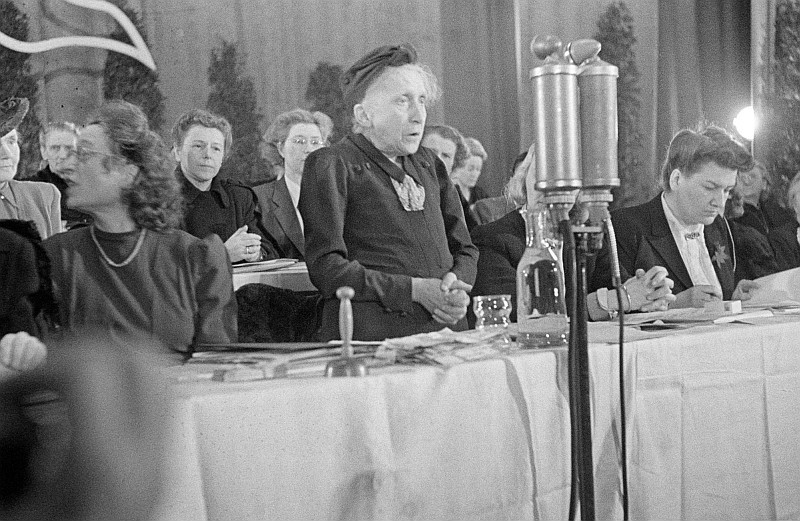
Else Lüders (1947)

Else Lüders (Drossen, 27 juli 1873 – West-Berlijn, 15 januari 1948) was een Duitse voorvechter van vrouwenrechten en politica. Vanaf 1889 was ze actief in de vrouwenbeweging en vanaf 1906 was zij lid van het Bureau voor Sociale Politiek. Daarnaast was zij actief voor de kinderbescherming en de arbeidstersbescherming. Tijdens de Weimarrepubliek was ze lid van de Deutsche Demokratische Partei.
In 1945 werd Lüders lid van de Christlich-Demokratische Union Deutschlands (CDU) die in dat jaar in de Sovjet-bezettingszone opgericht was als confessionele partij voor heel Duitsland. Ze was in 1947 medeoprichtster van de Demokratischer Frauenbund Deutschlands (DFD) en vicevoorzitter tot haar dood, een klein jaar later.